# Mimozaena
Mimozaena is een geslacht van kevers uit de familie van de loopkevers (Carabidae). De wetenschappelijke naam van het geslacht is voor het eerst geldig gepubliceerd in 2001 door Deuve.

## Soorten
Het geslacht Mimozaena is monotypisch en omvat slechts de volgende soort:
- Mimozaena virescens (Chaudoir, 1868)